# Storting
Das Storting (norwegisch, wörtlich „Großes Thing“, „Großversammlung“) ist das Parlament von Norwegen mit Sitz im Stortingsgebäude in Oslo. Das Storting hat die Aufgabe, Gesetze zu verabschieden, den Haushalt zu beschließen und die Arbeit der Regierung zu kontrollieren. Die Zahl der Abgeordneten beträgt 169. Davon werden 150 in den 19 Wahlkreisen gewählt, die jeweils einen Mehrmandatswahlkreis bilden. Die restlichen 19 Sitze entfallen auf landesweit berechnete Ausgleichsmandate. In jedem Wahlkreis wird eines dieser Ausgleichsmandate verteilt. Bis zur Parlamentswahl 2017 stimmten die Wahlkreise mit den Provinzen (Fylker) überein. Für die Wahl 2021 wurden weiterhin die gleichen Wahlkreise verwendet, die nach der landesweiten Regionalreform allerdings nicht mehr deckungsgleich zu den Provinzen waren.
Im Plenum des Parlaments sitzen die Abgeordneten nicht in Fraktionen zusammen, sondern nach Heimatprovinzen getrennt. Die Legislaturperiode wurde 1938 auf vier Jahre festgelegt; eine vorzeitige Auflösung ist nicht möglich.
Das Storting existiert seit der Annahme der norwegischen Verfassung am 17. Mai 1814 in Eidsvoll und bestand auch während der bis 1905 andauernden Personalunion mit Schweden. 1884 setzte sich der Parlamentarismus durch, seitdem ist die Regierung von der Mehrheitsbildung im Storting abhängig. Dominierten zunächst die Liberalen das Parlament, stellt seit 1927 die sozialdemokratische Arbeiterpartei die größte Fraktion, von 1945 bis 1961 mit absoluter Mehrheit.
Bis 2009 teilte sich das Storting für die Beratung von Gesetzentwürfen in zwei Kammern auf: Drei Viertel der Storting-Abgeordneten bildeten das Odelsting und ein Viertel das Lagting. Für alle anderen Aufgaben (Generaldebatte, Kontrolle der Regierung, Fragestunde usw.) trat das Parlament geschlossen zusammen. Die Aufteilung in zwei Kammern wurde 2007 mit Wirkung ab 2009 abgeschafft, sodass das Storting heute ein reines Einkammerparlament ist.

## Mandatsvergabe

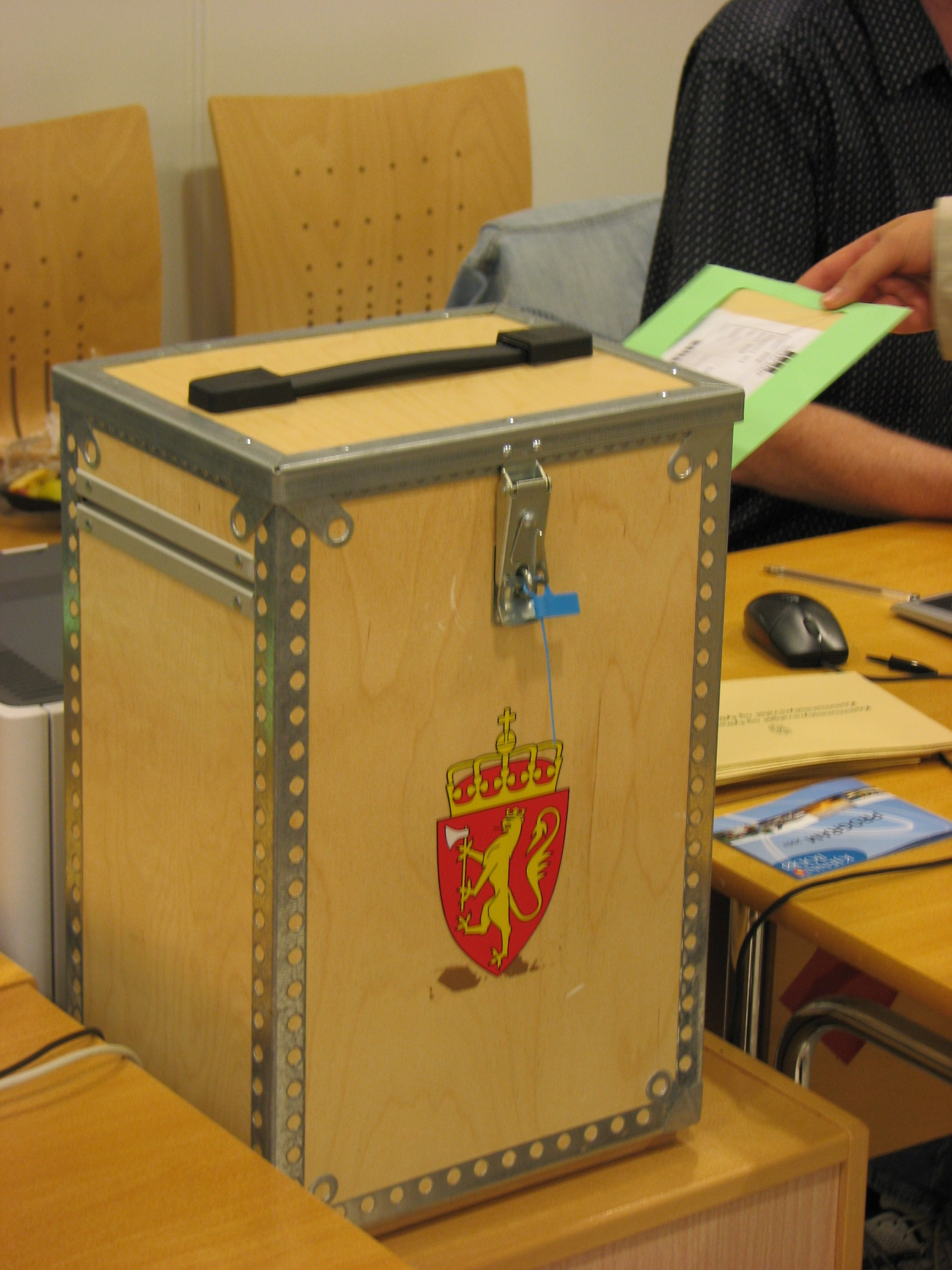
Wahlurne in Norwegen mit einer Abbildung des norwegischen Wappens

In Norwegen gilt seit 1919 das Verhältniswahlrecht, wobei Vertreter des Volkes in freien, gleichen, direkten und geheimen Wahlen bestimmt werden. Wahlen für das Storting finden ausschließlich alle vier Jahre statt, da es keine Möglichkeiten gibt, das Storting aufzulösen oder Neuwahlen anzusetzen. Zudem finden keine Nachwahlen statt. Das aktive Wahlrecht besitzen alle Norweger, die das 18. Lebensjahr erreicht haben. Über das passive Wahlrecht verfügen alle jene, die mindestens zehn Jahre in Norwegen gelebt haben. Ministerialbeamte und Diplomaten sind von dieser Regelung ausgeschlossen, besitzen also kein passives Stimmrecht. Bei der Parlamentswahl in Norwegen 2013 betrug die Wahlbeteiligung 78,2 Prozent.
Die Kandidaten der Parteien sind auf Listen sortiert. Ein Gesetz regelt, nach welchem Verfahren die Parteien ihre Kandidaten aufstellen; es ist allerdings nicht bindend, hat also nur beratenden Charakter. Die Nominierungsbefugnis liegt in der Praxis bei den aktiven Mitgliedern der Partei, wenngleich zentrale Parteiinstanzen unterschiedliche Einflussmöglichkeiten haben, in die Nominierung von Kandidaten durch die regionalen und lokalen Parteiorganisationen einzugreifen.
Das heutige Wahlsystem wurde 2002 eingeführt und kam bei der Stortingwahl 2005 erstmals zur Anwendung. Zu diesem Zeitpunkt stimmten die Wahlkreise mit den Provinzen überein. Die Mitgliederzahl des Stortings stieg von 165 auf 169. Wesentliche Änderungen waren, dass durch die Vergrößerung der Zahl der Ausgleichsmandate von 8 auf 19 die Mandatszahlen der Parteien stärker als bisher ihren Stimmenanteilen entsprechen und dass die Mandatszahlen der Wahlkreise künftig regelmäßig der Bevölkerungsentwicklung angepasst werden, während sie bis dahin meist über Jahrzehnte unverändert blieben.
Die 169 Sitze des Storting werden folgendermaßen auf die 19 Wahlkreise verteilt: Zunächst wird für jeden Wahlkreis die sogenannte Verteilungszahl berechnet, indem die Bevölkerungszahl des Wahlkreises und das 1,8-fache seiner Fläche in Quadratkilometern addiert werden (bei 150.000 Einwohnern und 20.000 km² Fläche betrüge die Verteilungszahl z. B. 150.000 + 1,8 × 20.000 = 186.000). Auf Basis ihrer Verteilungszahlen werden die Sitze dann nach dem Sainte-Laguë-Verfahren proportional an den Wahlkreis vergeben. Die Sitzzahlen werden alle vier Jahre (bis 2023: alle acht Jahre) neu berechnet. Durch die Berücksichtigung der Fläche der Wahlkreise sind relativ dicht besiedelte Gebiete (insbesondere Oslo und Akershus) unterrepräsentiert, allerdings war diese Unterrepräsentation zuvor größer.
In jedem Wahlkreis werden alle Sitze bis auf einen nach der sogenannten ausgeglichenen Methode, einer Modifikation des Sainte-Laguë-Verfahrens (erster Teiler 1,4 statt 1) proportional auf die Parteien verteilt. Eine Sperrklausel gibt es hierfür nicht. In den größten Wahlkreisen sind etwa 4 % nötig, um einen Sitz zu bekommen, in den kleineren Wahlkreisen über 10 %. Der noch nicht vergebene Sitz dient als Ausgleichsmandat.
Die Ausgleichsmandate werden auf nationaler Ebene verteilt. Dazu werden 169 Sitze nach dem Sainte-Laguë-Verfahren gemäß ihrer landesweiten Stimmenzahlen proportional auf die Parteien verteilt; hierfür gilt eine 4 %-Hürde. Hat eine Partei in den Wahlkreisen schon mehr Sitze errungen, als ihr auf Grund ihrer landesweiten Stimmenzahl zustehen oder hat eine Partei auf Wahlkreisebene Sitze erhalten, die an der landesweiten Sperrklausel gescheitert ist, behält sie diese „Überhangmandate“. Den übrigen Parteien werden dann entsprechend weniger Sitze zugeteilt. Die einzelnen Parteien erhalten so viele Ausgleichsmandate zusätzlich zu den schon auf Wahlkreisebene errungenen Sitzen, bis sie ihre auf nationaler Ebene errechnete Sitzzahl erreicht haben. Jedes der 19 Ausgleichsmandate wird dann in einem komplizierten Verfahren einem der 19 Wahlkreise zugewiesen.
Innerhalb der Parteiliste werden die Sitze entsprechend der Listenreihenfolge besetzt. Die Wähler hatten bis zur Stortingswahl 2021 die Möglichkeit, die Reihenfolge zu ändern oder bestimmte Bewerber aus der Liste zu streichen. In der Praxis hat sich jedoch gezeigt, dass solche Änderungen keine Wirkung haben. Bis zur Entfernung der Möglichkeit aus dem Wahlgesetz im Jahr 2023, kam es nie zu einer Beeinflussung der Wahlliste durch die Wähler.

## Zusammensetzung

### Aktuelle Sitzverteilung
| Logo   | Logo   | Partei                                                    | Ausrichtung                | Parteivorsitz           | Sitze |
| ------ | ------ | --------------------------------------------------------- | -------------------------- | ----------------------- | ----- |
|        |        | Arbeiderpartiet (Ap) Arbeiterpartei                       | sozialdemokratisch         | Jonas Gahr Støre        | 48    |
|        |        | Høyre (H) Rechts                                          | konservativ                | Erna Solberg            | 36    |
|        |        | Senterpartiet (Sp) Zentrumspartei                         | agrarisch                  | Trygve Slagsvold Vedum  | 28    |
|        |        | Fremskrittspartiet (FrP) Fortschrittspartei               | rechtspopulistisch         | Sylvi Listhaug          | 20 a) |
|        |        | Sosialistisk Venstreparti (SV) Sozialistische Linkspartei | demokratisch-sozialistisch | Kirsti Bergstø          | 13    |
|        |        | Venstre (V) Links                                         | sozialliberal              | Guri Melby              | 8     |
|        |        | Rødt (R) Rot                                              | kommunistisch              | Marie Sneve Martinussen | 8     |
|        |        | Kristelig Folkeparti (KrF) Christliche Volkspartei        | christdemokratisch         | Kjell Ingolf Ropstad    | 3     |
|        |        | Miljøpartiet De Grønne (MDG) Umweltpartei Die Grünen      | grün                       | Arild Hermstad          | 3     |
|        |        | Pasientfokus Patientenfokus                               | Gesundheitspolitik         | Irene Ojala             | 1     |
|        |        | Unabhängig                                                | –                          |                         | 1 a)  |
| Gesamt | Gesamt | Gesamt                                                    | Gesamt                     | Gesamt                  | 169   |

Anmerkungen

### Sitzverteilungen 1945–2021
Die folgende Tabelle gibt die Sitzverteilungen im Storting ab 1945 wieder:
| Partei | Partei                           | 1945 | 1949 | 1953 | 1957 | 1961 | 1965 | 1969 | 1973 | 1977 | 1981 | 1985 | 1989 | 1993 | 1997 | 2001 | 2005 | 2009 | 2013 | 2017 | 2021 |
| ------ | -------------------------------- | ---- | ---- | ---- | ---- | ---- | ---- | ---- | ---- | ---- | ---- | ---- | ---- | ---- | ---- | ---- | ---- | ---- | ---- | ---- | ---- |
|        | Arbeiderpartiet (Ap)             | 76   | 85   | 77   | 78   | 74   | 68   | 74   | 62   | 76   | 66   | 71   | 63   | 67   | 65   | 43   | 61   | 64   | 55   | 49   | 48   |
|        | Høyre (H)                        | 25   | 23   | 27   | 29   | 29   | 31   | 29   | 29   | 41   | 53   | 50   | 37   | 28   | 23   | 38   | 23   | 30   | 48   | 45   | 36   |
|        | Senterpartiet (Sp)               | 10   | 12   | 14   | 15   | 16   | 18   | 20   | 21   | 12   | 11   | 12   | 11   | 32   | 11   | 10   | 11   | 11   | 10   | 19   | 28   |
|        | Fremskrittspartiet (FrP)         |      |      |      |      |      |      |      | 4    | –    | 4    | 2    | 22   | 10   | 25   | 26   | 38   | 41   | 29   | 27   | 21   |
|        | Sosialistisk Venstreparti (SV)   |      |      |      |      |      |      |      | 16   | 2    | 4    | 6    | 17   | 13   | 9    | 23   | 15   | 11   | 7    | 11   | 13   |
|        | Venstre (V)                      | 20   | 21   | 15   | 15   | 14   | 18   | 13   | 2    | 2    | 2    | –    | –    | 1    | 6    | 2    | 10   | 2    | 9    | 8    | 8    |
|        | Rødt (R)                         |      |      |      |      |      |      |      |      |      |      |      |      |      |      |      |      |      | –    | 1    | 8    |
|        | Kristelig Folkeparti (KrF)       | 8    | 9    | 14   | 12   | 15   | 13   | 14   | 20   | 22   | 15   | 16   | 14   | 13   | 25   | 22   | 11   | 10   | 10   | 8    | 3    |
|        | Miljøpartiet De Grønne (MDG)     |      |      |      |      |      |      |      |      |      |      |      | –    | –    | –    | –    | –    | –    | 1    | 1    | 3    |
|        | Norges Kommunistiske Parti (NKP) | 11   | –    | 3    | 1    | –    | –    | –    | –    | –    | –    | –    | –    | –    | –    | –    | –    | –    | –    | –    | –    |
|        | Sonstige                         | –    | –    | –    | –    | 2    | 2    | –    | 1    | –    | –    | –    | 1    | 1    | 1    | 1    | –    | –    | –    | –    | 1    |
| Gesamt | Gesamt                           | 150  | 150  | 150  | 150  | 150  | 150  | 150  | 155  | 155  | 155  | 157  | 165  | 165  | 165  | 165  | 169  | 169  | 169  | 169  | 169  |

Wahlergebnisse in Prozent

## Funktionen

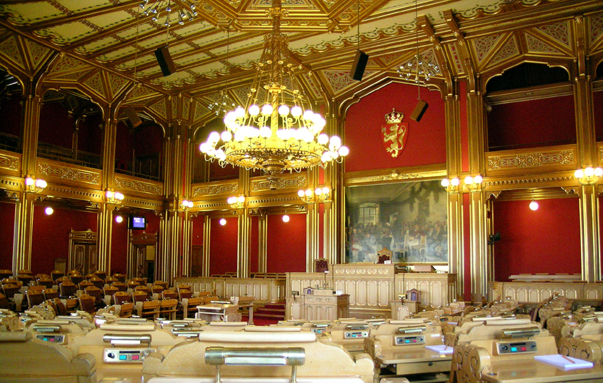
Plenarsaal des Stortings

### Gesetzgebung
Eine zentrale Aufgabe der norwegischen Volksvertretung ist die Gesetzgebung. Die große Mehrzahl der Gesetze bilden Regierungsentwürfe. Das Recht der Gesetzesinitiative der Regierung ist in der Verfassung festgeschrieben. Die Rolle des Parlaments ist es, zu den Entwürfen Stellung zu nehmen, Änderungen und Ergänzungen einzubringen und schließlich dem Vorschlag zuzustimmen oder ihn abzulehnen.
Bis 2009 teilte sich das Parlament auf der ersten Sitzung nach der Wahl in zwei Abteilungen ein, das Odelsting mit drei Vierteln der Stortingmitglieder und das Lagting, dem die übrigen Abgeordneten angehörten. Gesetze wurden im Odelsting eingebracht. Nach seiner Zustimmung musste das Lagting zustimmen. Lehnte das Lagting die Vorlage zweimal ab, entschied der Storting insgesamt mit Zweidrittelmehrheit.
Auch Bürger außerhalb des Stortings können Gesetzesvorschläge anstoßen, was jedoch voraussetzt, dass sich ein Abgeordneter des Vorschlags annimmt. Dies muss nicht bedeuten, dass dieser Abgeordnete dem Inhalt der Initiative zustimmt.
Abschließend wird ein Gesetz vom König bestätigt. Der König verfügt formal über ein Vetorecht, das jedoch seit 1905 nicht mehr angewendet wurde und zudem vom Storting überstimmt werden könnte, sofern es den gleichen Beschluss nach der nächsten Parlamentswahl noch einmal fasst. Insofern ist die Rolle des Königs im Verlauf der Gesetzgebung heute nur von staatsnotarieller Natur.
Neben Gesetzentwürfen erarbeitet die Regierung auch offizielle Unterrichtungen (stortingsmelding), die Informationen zusammenstellen, um eine breite parlamentarische Debatte kontroverser Fragen zu gewährleisten.

### Haushalt
Eine wichtige Aufgabe des Stortings ist es, den jährlichen Haushaltsplan zu beschließen. Das Parlament entscheidet über die Erhebung von Steuern und die Verteilung der Staatsausgaben. Wenn das Storting im Herbst zusammentritt, ist der Finanzhaushalt stets der erste Punkt, der behandelt wird. Die Ausarbeitung des Budgets obliegt der Regierung. Die verschiedenen Zweige der Staatsverwaltungen bringen ebenso ihre Berechnungen und Forderungen für das Haushaltsjahr ein wie die einzelnen Fachminister, woraufhin die Regierung verschiedene Prioritäten setzt und einen Haushaltsplan erstellt. Die im Parlament abgehaltene Diskussion über den Haushalt wird meistens in einen allgemeinen Teil und in einen Teil zur Diskussion der einzelnen Posten aufgeteilt. Im allgemeinen Teil hat die Opposition die Möglichkeit, ihre Alternativen vorzustellen. Weil die Ausarbeitung des Haushalts viel Raum in der Arbeit des Stortings einnimmt, gibt es ein Zeitlimit von zweieinhalb Monaten, in denen der fertige Haushalt entwickelt werden muss. In der Praxis stimmt das Storting dem Vorschlag der Regierung mit kleinen Änderungen zu, da die finanziellen Unterschiede weniger als ein Prozent ausmachen.

### Kontrolle der Exekutive

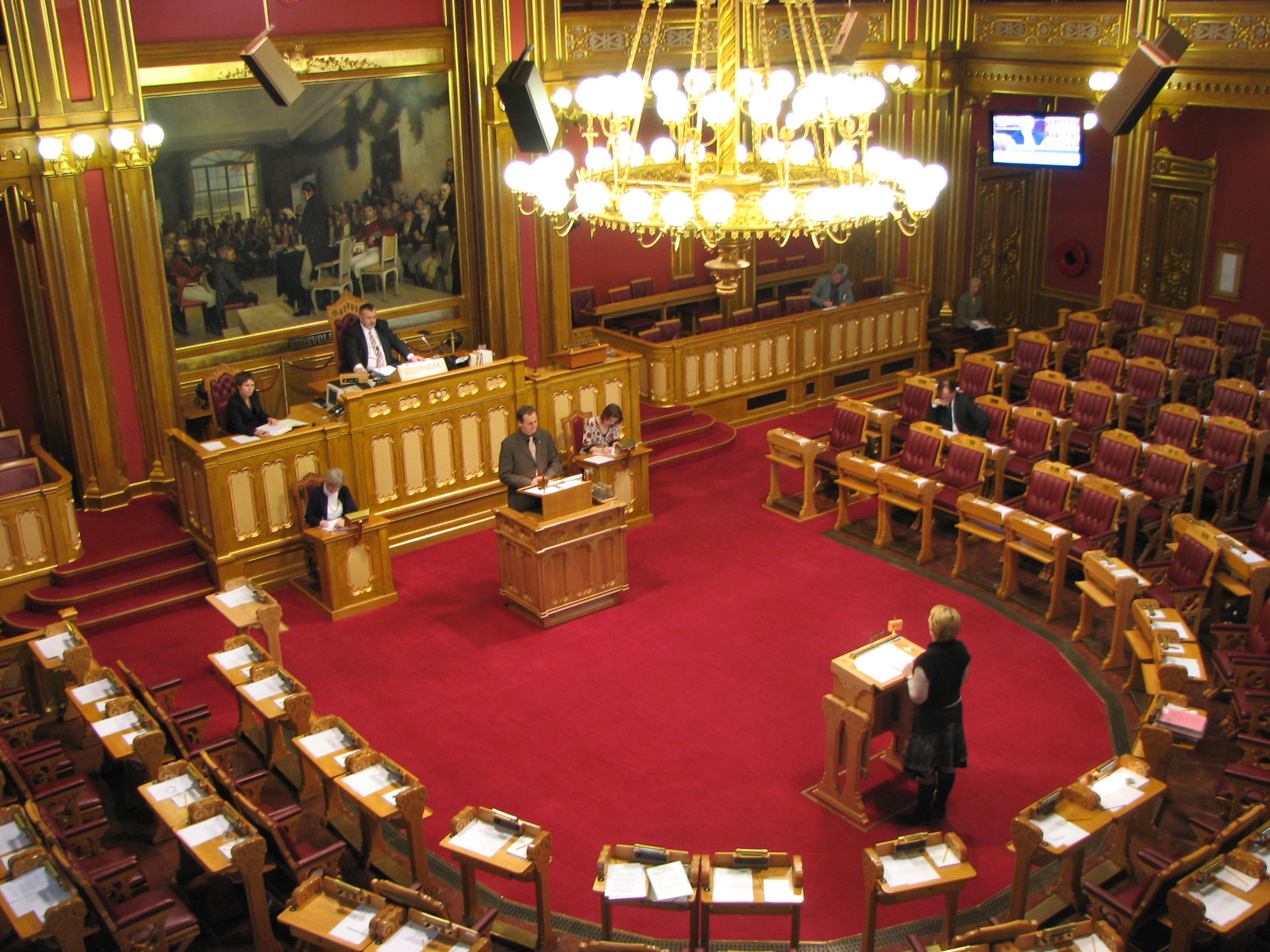
Erdöl- und Energieministerin Åslaug Haga während einer Fragestunde am 22. November 2007

Neben der Gesetzgebung und der Finanzhoheit ist die dritte Hauptfunktion des Stortings die parlamentarische Kontrolle der Regierung und der öffentlichen Verwaltung. Eine Form der Kontrollfunktion sind spezielle Fragestunden, in denen Volksvertreter verantwortliche Minister zu ihrer Regierungsarbeit befragen können. Hierbei werden zwei Arten von Anfragen unterschieden. Die kleine Anfrage ist kurz und sollte binnen einer Woche beantwortet werden. Sie werden während wöchentlich abgehaltener Fragestunden beantwortet, führen normalerweise zu einer kürzeren Diskussion zwischen Antragsteller und dem Vertreter der Regierung. Während einer Fragestunde werden etwa 20 bis 40 Fragen beantwortet. Pro Fragestunde darf jedes Stortingmitglied nur zwei Fragen stellen. Seit Einführung der Fragestunde wird diese von den Parlamentariern kontinuierlich häufiger genutzt, um Anliegen aus dem eigenen Wahlkreis vorzubringen und das eigene Profil zu stärken. Die große Anfrage oder Interpellation berührt ein Thema von größerem politischem Gewicht und muss beim Parlamentspräsident eingereicht werden. Sie verlangt eine ausführliche Begründung und sollte spätestens einen Monat nach Antragstellung beantwortet werden. Erklärt ein Regierungsmitglied, dass eine Interpellation nicht beantwortet wird, wird das Verfahren dadurch abgeschlossen. Beantwortungen großer Anfragen haben in der Regel eine breite Debatte zur Folge, an der sich mehrere Regierungs- und Stortingsmitglieder beteiligen. Jährlich werden etwa 30 bis 35 Interpellationen abgehalten.
Zur Kontrolle der staatlichen Mittel ernennt das Storting fünf nationale Revisoren. Das zum Rechnungshof äquivalente Organ Riksrevisjonen, dessen Führungsspitze die fünf Revisoren bilden, ist das wichtigste Kontrollorgan des Stortings. Es hat sämtliche Vollmachten zur Überprüfung der staatlichen Administration und des staatlichen Vermögens und kontrolliert, ob der Wille des Stortings umgesetzt wird. Der Rechnungshof ist unabhängig von der Regierung und sämtlichen anderen administrativen Organen. Er besteht aus sechs Abteilungen und einer Verwaltungsstelle, seine rund 500 Mitarbeiter arbeiten an 17 Orten, die über das ganze Land verteilt sind.
In Norwegen wurde 1962 nach schwedischem Vorbild ein parlamentarischer Ombudsmann eingeführt. Er wird vom Storting für eine Legislaturperiode gewählt und übt die Kontrolle darüber aus, wie Gesetze und andere Verordnungen befolgt werden. Der Ombudsmann muss Jurist sein und darf dem Storting nicht als Abgeordneter angehören. Werden Beamte oder Richter beschuldigt, unverantwortlich zu handeln, prüft der Ombudsmann den Fall und gibt einen Bericht dazu ab. In der Regel wird der Empfehlung des Ombudsmanns Folge geleistet. Einmal im Jahr gibt der Ombudsmann vor dem Storting einen Rechenschaftsbericht über seine Tätigkeiten ab.
Einer der dreizehn ständigen Ausschüsse des Stortings ist der Untersuchungsausschuss. Er beschäftigt sich mit Regierungsberichten zur Anstellung höherer Beamter, zu anderen Ausschüssen, Behörden, Gemeinderäten und den jährlichen Berichten der Revisoren. Darüber hinaus setzt er sich mit verfassungsmäßigen Angelegenheiten, der Geschäftsordnung des Stortings, Zuwendungen für Storting und Revisorensekretariat, dem Wahlrecht und den Ombudsmann betreffenden Angelegenheiten auseinander. Des Weiteren ist der Untersuchungsausschuss ermächtigt, Nachforschungen in der öffentlichen Verwaltung anzustrengen, wann immer er es für angemessen hält. Das ist allerdings nur möglich, nachdem ein bestimmter Minister davon in Kenntnis gesetzt wurde.
Den geringsten Einfluss hat das Parlament traditionellerweise auf die Außenpolitik. Die Möglichkeiten zur Kontrolle beschränken sich daher in diesem Bereich auf Voruntersuchungen, Nachkontrolle und das Recht zur Bestätigung von Verträgen.

### Norwegisches Kirchenparlament
Während die Norwegische Kirche als Staatskirche organisiert war, fungierte das Storting als oberstes Beschlussorgan der lutherischen Kirche. Seit 2012 ist es nur noch für die Gesetzgebung im Rahmen des staatlichen Kirchenrechts zuständig.

### Nobelpreis
Eine im internationalen Vergleich einmalige Funktion des Storting ist seine durch das Testament von Alfred Nobel verliehene Befugnis, die Mitglieder des Norwegischen Nobelkomitees zu wählen. Dieses Komitee bestimmt jährlich den oder die Träger des Friedensnobelpreises. Dennoch ist das Nobelkomitee kein Ausschuss des Storting, sondern ein privatrechtlich begründetes Gremium.

## Organisation der Abgeordneten

### Präsidium

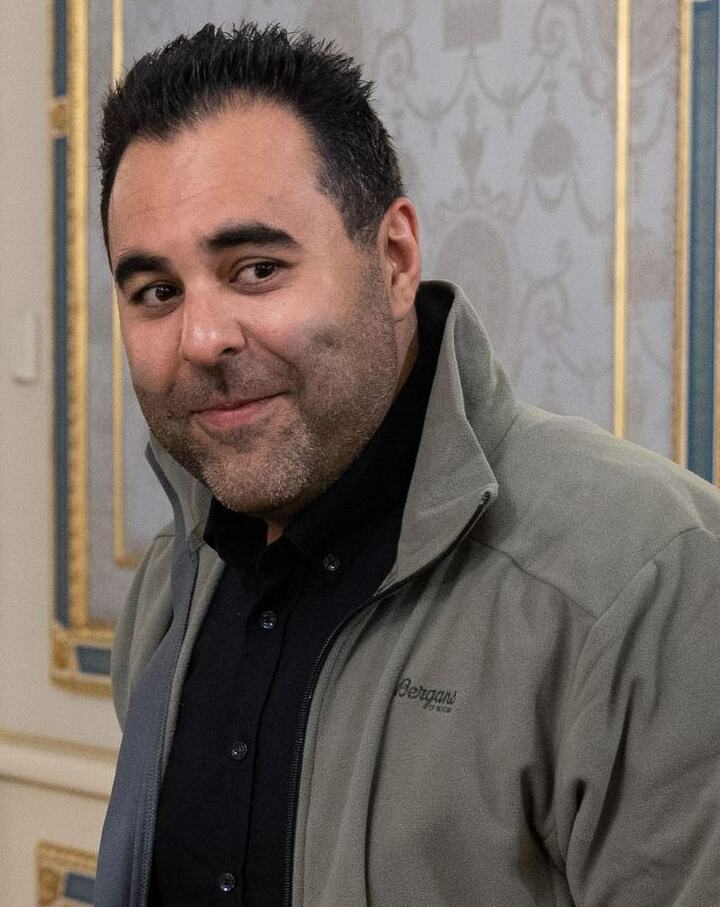
Masud Gharahkhani, Stortingspräsident

Das Präsidium des Storting besteht seit 2009 aus dem Präsidenten und fünf Stellvertretern. Es plant und leitet die Sitzungen. Es wacht über die Einhaltung der Verfassungsregeln, etwa bezüglich der Arbeit in den Ausschüssen und beim Zusammenspiel zwischen Parlament und Regierung. In politischen Streitfragen versucht das Präsidium einen neutralen Standpunkt einzunehmen und berät sich gegebenenfalls mit den Vorsitzenden der politischen Parteien.
Das Amt des Stortingspräsidenten ist protokollarisch das zweithöchste nach dem König. Der Präsident ist für die ordnungsgemäße Arbeit des Parlaments gemäß der Verfassung und den Verfahrensregeln des Stortings verantwortlich. Er wirkt in keinem der ständigen Ausschüsse mit, hat aber ansonsten dieselben Rechte wie jeder Parlamentarier und kann auch in politischen Auseinandersetzungen Stellung beziehen. Einen Teil seiner Aufgaben nimmt er außerhalb des Parlaments wahr, da er die norwegische Demokratie bei zahlreichen Anlässen innerhalb des Landes repräsentiert. Ferner wirkt er aktiv an der internationalen Zusammenarbeit mit, beispielsweise im Rahmen von Auslandsbesuchen norwegischer Delegationen oder als Gastgeber für offizielle Staatsgäste aus dem Ausland. Sollte es den Parlamentsfraktionen nach einer Wahl nicht gelingen, einen Ministerpräsidenten zu nominieren, wirkt der Stortingpräsident als Berater des Königs und kann einen eigenen Personalvorschlag unterbreiten.
Das Präsidium wird am Beginn der Legislaturperiode für vier Jahre gewählt. Seit 2021 sind im Amt:
- Präsident: Masud Gharahkhani (Ap)
- 1. Vizepräsident: Svein Harberg (H)
- 2. Vizepräsident: Nils T. Bjørke (Sp)
- 3. Vizepräsident: Morten Wold (Frp)
- 4. Vizepräsidentin: Kari Henriksen (Ap)
- 5. Vizepräsidentin: Ingrid Fiskaa (SV)

Solange sich das Parlament in zwei Kammern, Lagting und Odelsting, aufteilte (bis 2009), bestand das Präsidium aus Präsident und Vizepräsident des Gesamtparlamentes sowie den jeweiligen Präsidenten der Kammern und ihren Stellvertretern. Zwischen 1945 und 1961 hatte die mit absoluter Mehrheit ausgestattete Arbeiterpartei immer vier der sechs Posten inne. Seit 1961 werden je drei Posten an Regierungs- und die übrigen Parteien vergeben, wobei der Präsidentenposten stets einer Regierungspartei zufiel.

### Fraktionen
Die 169 Abgeordneten des Stortings verteilen sich auf sieben verschiedene Fraktionen. Jede Fraktion wählt einen Fraktionsvorsitzenden, einen Stellvertreter und einen Fraktionsvorstand. Der Vorstand steht in regem Kontakt mit Parteifunktionären und -mitgliedern, die nicht dem Parlament angehören. Mitglieder des Fraktionsvorstands sind qua Amt auch automatisch Mitglieder des parlamentarischen Ausschusses für Auswärtige Angelegenheiten und Verfassungsrecht. Innerhalb der Fraktion wird über parlamentarische Initiativen und die Aufteilung der Arbeit auf die Abgeordneten entschieden. Die Fraktionen werden in der Öffentlichkeit als verbündete oder konkurrierende Elemente dargestellt, wobei der Unterschied zwischen Regierungs- und Oppositionsfraktion recht deutlich wird. In Zeiten einer Minderheitsregierung ist die Trennung je nach Sachlage unstetiger, da die Regierung immer auf der Suche nach einer Mehrheit ist.
Einer norwegischen Tradition entsprechend sitzen die Abgeordneten nicht nach Parteizugehörigkeit verteilt im Plenarsaal, sondern nach Herkunft (also nach Wahlkreisen). Dies ist einerseits Ausdruck der konsensuellen Politik Norwegens, betont andererseits die wichtige Stellung der Regionen im unitarischen Norwegen.

### Ausschüsse
Es gibt 13 Fachausschüsse, deren Zuständigkeiten im Wesentlichen mit den Ministerressorts übereinstimmen. Daneben existieren noch der Wahlprüfungs- und der Wahlausschuss. Der Wahlausschuss wird nach Zusammentritt des neu gewählten Storting aus 37 Abgeordneten aller Fraktionen und Provinzen gebildet; er verteilt alle Ausschusssitze unter den 169 Abgeordneten. Jeder Abgeordnete ist in mindestens einem Ausschuss vertreten.
Sobald sich die Ausschüsse konstituieren, wählen sie einen Vorsitzenden, einen Stellvertreter und einen Sekretär. Jedem Ausschuss gehören zwischen elf und zwanzig Personen an. Die Parlamentsfraktionen bilden auch in den Ausschüssen Gruppen, die jeweils einen Sprecher bestimmen. Die Ausschüsse haben die Aufgabe, die Stoffe für Debatten und Beschlüsse im Plenum vorzubereiten. Für jeden Gegenstand, der einem Ausschuss vorgelegt wird, wird ein verantwortlicher Sprecher bestimmt, der den Gegenstand dem Ausschuss vorstellt, Informationen einholt und die Angelegenheit betreut, bis sie dem Plenum zur Abstimmung zugeleitet wird. Schafft es der Ausschuss nicht, einen Konsens zu bilden, werden die abweichenden Ansichten der Minderheit in den Vorschlag mit aufgenommen. Beschlüsse der Ausschüsse werden in der Regel im Plenum verabschiedet, da die Abgeordneten den Entscheidungen ihrer Parteifreunde im Ausschuss Folge leisten.
Die Sitzungen finden unter Ausschluss der Öffentlichkeit statt. Anhörungen sind jedoch öffentlich. Die Ausschüsse haben das Recht, Vertreter der Regierung und von Organisationen sowie Privatpersonen vorzuladen, um sich vollumfänglich zu informieren.

### Mitglieder
Das Parlament hat in der aktuellen Legislaturperiode, die von Oktober 2021 bis September 2025 andauert, 169 Abgeordnete. Die größten Fraktionen stellen die sozialdemokratische Partei Arbeiderpartiet und die konservative Partei Høyre.

## Arbeit der Abgeordneten

### Arbeitsweise
Bei Herausbildung des Parlamentarismus war das Storting Forum der wahlberechtigten Bauern und des städtischen Bürgertums, so dass der Gedanke der Laienherrschaft einen wichtigen Stellenwert hatte. Dadurch war eine Professionalisierung und Herausbildung eines Berufspolitikertums trotz immer größer werdender Arbeitsbelastung nur schleppend vorangegangen. 2002 verdiente ein Parlamentarier 520.000 NKr (ca. 70.000 €), was deutlich weniger ist als Parlamentarier anderer westeuropäischer Staaten erhielten, obwohl sich die Diäten im Laufe der 1990er verdoppelt hatten. Auch der Ausbau der Verwaltung war ein zögerlicher Vorgang: erst 1981 überstieg die Anzahl der Mitarbeiter die Anzahl der Volksvertreter. Eine Verbesserung der Arbeitsbedingungen zeichnete sich ab den 1970ern ab. Jeder Abgeordnete hat ein eigenes Büro in Oslo, Porto und Telefonkosten werden vom Parlament getragen, die Benutzung öffentlicher Verkehrsmittel ist kostenlos, Kosten von Dienstreisen werden zurückerstattet. Auch Telefonkosten im Wahlkreis werden bis zu einer bestimmten Grenze übernommen, wie auch Sprachkurse in Deutsch, Englisch, Französisch und Spanisch. Trotz eindeutiger Tendenzen der Professionalisierung können sich nach wie vor manche Parlamentarier Norwegens noch nicht mit einem Parlamentsstab als Konkurrenz für die öffentliche Verwaltung anfreunden.
Die steigende Belastung war auch Anlass, in die Verfassung aufzunehmen, dass das Parlament jährlich zusammentreten muss. Das Sitzungsjahr beginnt im Oktober, während im Sommer in der Regel keine Sitzungen stattfinden. Die Regierung kann jedoch Sondersitzungen anberaumen. Zur Effizienzsteigerung werden Gesetzesvorschläge nur noch schriftlich und nicht mehr mündlich ins Storting eingebracht, die Redezeit wurde begrenzt und Abstimmungen erfolgen elektronisch. Um Beschlussfähigkeit sicherzustellen, muss mindestens die Hälfte der Abgeordneten anwesend sein.
Eigene Mitarbeiter stehen den Abgeordneten nicht zu. Personelle Unterstützung erhalten sie in den Fraktionen. Jeder Fraktion steht ein Sekretariat zu, das die Abgeordneten bei der Bewältigung ihrer Arbeit unterstützt. Der Umfang des Sekretariats richtet sich nach der Größe der Fraktion. Die Abgeordneten können ferner eine Bibliothek nutzen und Personal zur Beschaffung von Informationen über verschiedene Bereiche in Anspruch nehmen. Die Mitarbeiter teilen sich je zur Hälfte auf in wissenschaftliche Mitarbeiter und Büropersonal.
Kein Stortingabgeordneter ist an ein imperatives Mandat gebunden, allerdings ist die Parteidisziplin in nordischen Parlamenten stark ausgeprägt. Die Abgeordneten verstehen sich nicht mehr nur als Vertreter ihrer Wahlkreise, sondern als Repräsentanten der ganzen Nation. Für die Arbeitsweise der Fraktionen gibt es keine gesetzliche Regelung, sie folgen jedoch generell den allgemeinen politischen Richtlinien, die die beschlussfähigen Organe ihrer Partei festsetzen.
Alle Abgeordneten verfügen über einen Immunitätsschutz, der sicherstellt, dass sie ihren Auftrag ungehindert ausführen können. Keine außenstehende Behörde kann einem Abgeordneten sein Mandat nehmen. Auch das Storting selbst hat keinerlei Instrumente, einen Abgeordneten aus dem Parlament auszuschließen. Volksvertreter haben keine Möglichkeit, ihr Mandat freiwillig aufzugeben, es sei denn, sie werden Minister. Regierungsangehörige haben zwar Anwesenheits- und Rederecht, aber kein Stimmrecht. Im Plenarsaal haben sie gesonderte Plätze, die abseits der Abgeordnetensitze liegen.

### Soziale Repräsentation
Die soziale Repräsentation innerhalb des Parlaments weist nach wie vor Defizite auf. Seit 1945 stammte mehr als die Hälfte der Abgeordneten aus Arbeiter-, Bauern- und Fischerfamilien, die Anteile dieser sozialen Gruppen sind jedoch bis heute stark zurückgegangen. Heute sind unter den Abgeordneten ältere Menschen, Männer und Personen mit höherer Ausbildung (vor allem Lehrer) stärker vertreten als in der Gesamtbevölkerung. Das Wahlsystem sichert eine ausgeglichene Repräsentation nur unter parteipolitischen und geographischen Gesichtspunkten. Insgesamt ist die soziale Ungleichheit jedoch geringer geworden. Vor allem durch die Frauenbewegung und ihr Bestreben, mehr Frauen ins Parlament zu bringen, hat sich der Frauenanteil von Wahl zu Wahl kontinuierlich gesteigert.

## Geschichte

### Herkunft des „Ting“
Noch vor der Aufzeichnung geschichtlicher Ereignisse wurden in Norwegen bereits Versammlungen von Stammesvertretern abgehalten, die Lagting genannt wurden. Aufgaben des Lagting war es, Streitigkeiten beizulegen, Rechtsbrecher zu verurteilen und den König zu wählen. Alle freien Männer durften daran teilnehmen, doch wohlhabende Bauern und die Häuptlinge dominierten das Ting. Mit dem Beginn des Mittelalters setzte ein neues Rechtsverständnis ein, nach dem Recht nichts ewig Gültiges sei, sondern verändert werden könne. Die Erweiterung königlicher Befugnisse durch rechtsgültige Erlässe fand in stetem Konflikt mit den Häuptlingen statt. Im 12. und 13. Jahrhundert verlor das Ting weiter an Einfluss, indem Norwegen sich zur Erbmonarchie entwickelte. Die Reichsversammlung, ein Organ von geistlichem und weltlichem Adel, führte zusammen mit dem König die Regierung. Durch die Dänisch-norwegische Personalunion verlagerte sich das politische Entscheidungszentrum nach Kopenhagen.

### Grundgesetz und Union mit Schweden

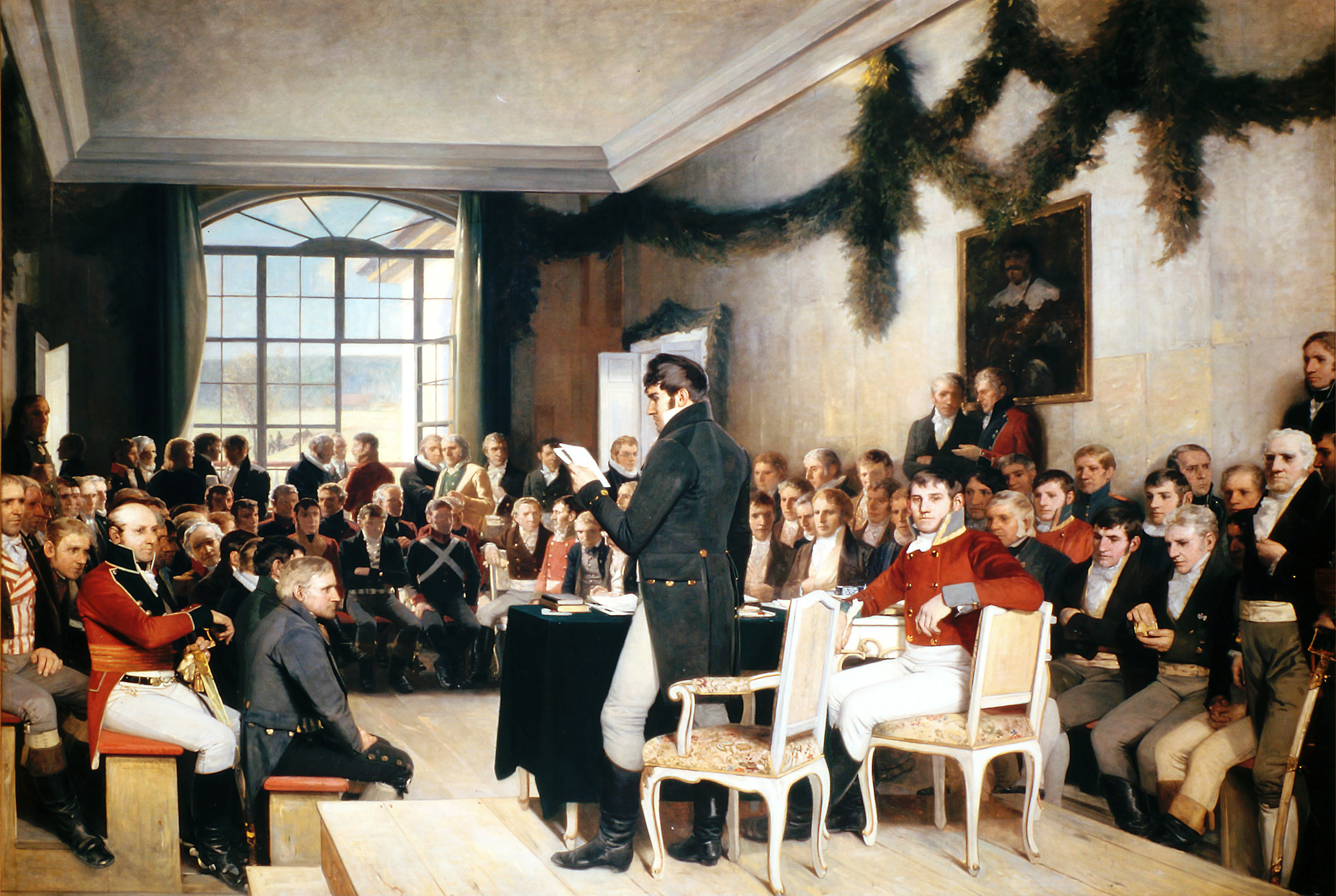
Nationalversammlung in Eidsvoll 1814

Während der Napoleonischen Kriege waren Dänemark-Norwegen und Schweden verfeindet. Nach der Niederlage Napoleons in der Völkerschlacht bei Leipzig 1813 zwangen Schweden und England den dänischen König Friedrich VI. zur Abgabe Norwegens an Schweden. Friedrich willigte ein und unterzeichnete den Kieler Frieden, doch der dänische Statthalter und Kronprinz Christian Frederik widersetzte sich der Entscheidung und versuchte ein unabhängiges Norwegen unter seiner Regentschaft durchzusetzen. Auch zahlreiche Norweger deuteten das Ausscheiden aus der dänisch-norwegischen Union als Entlassung in die Unabhängigkeit. In Eidsvoll trat unter Christian Frederiks Leitung eine Reichsversammlung zusammen, die aus 112 Mitgliedern bestand. Die Delegierten forderten eine liberale Verfassung und einen neuen König, der vom Volk gewählt werden sollte. Am 17. Mai 1814 wurde das norwegische Grundgesetz verabschiedet, das deutliche Züge damals aktueller Ideen trug. Entscheidende Prinzipien waren die Volkssouveränität, die Gewaltenteilung und die Theorie von den Rechten des Einzelnen gegenüber dem Staat. Die Legislative war das Storting und sollte vom Volk gewählt werden; der König erhielt ein aufschiebendes Vetorecht, das durch das Parlament egalisiert werden konnte; das Wahlrecht war zunächst auf Beamte, städtische gewerbliche Unternehmer und Bauern beschränkt. Nach einem kurzen Krieg 1814 wurde Norwegen in die Union mit Schweden gezwungen, die der Kieler Frieden vorsah. Die beiden Reiche wurden unter dem schwedischen König vereinigt. Die norwegische Verfassung blieb in eingeschränkter Form bestehen.

### Vom Parlamentarismus bis zur deutschen Besetzung

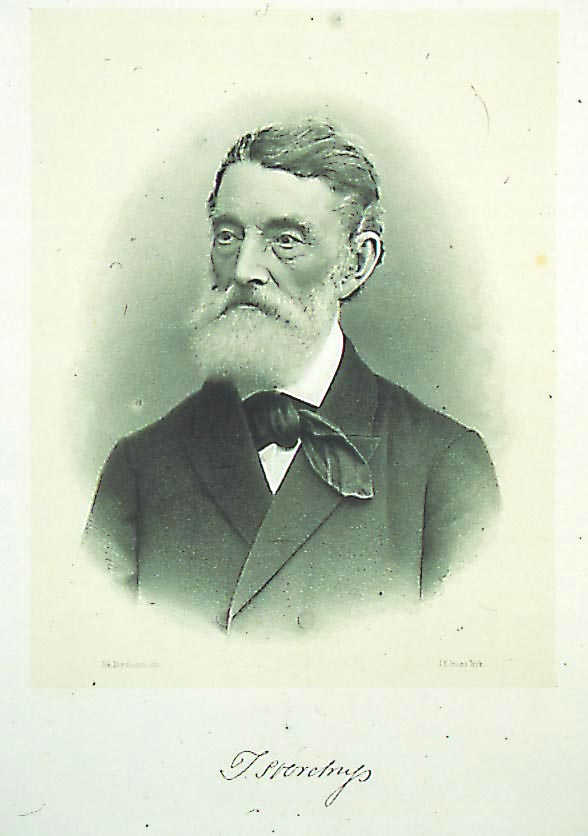
Johan Sverdrup gilt als Vater des Parlamentarismus in Norwegen. Von 1884 bis 1889 war er norwegischer Ministerpräsident.

In der zweiten Hälfte des 19. Jahrhunderts wurde die Frage der gerechten Repräsentation verstärkt zum Streitpunkt. Durch die Industrialisierung entstand ein großes Proletariat, das keinerlei politische Repräsentation hatte. Nach wie vor wurden Grundbesitzer und Personen mit hohem Einkommen durch das Wahlrecht bevorzugt. Mit dem Drängen nach gerechterer Repräsentation ging eine Bewegung einher, die die Befreiung vom schwedischen Einfluss erreichen wollte. Die Entstehung von beidem wird auf zwei Aspekte zurückgeführt: Durch allgemeine Schulbildung wuchs in den Norwegern ein politisches Bewusstsein und mit der Einführung lokaler Selbstverwaltungen 1837 entstanden Formannskapsdistrikte. Die lokalen Verwaltungen nahmen der königlichen Regierung zwar Arbeit ab, schwächten so aber auch deren Einfluss und wurden durch Wahlen bestimmt.  Beide Konfliktparteien bezogen sich auf das Grundgesetz: Die Konservativen bestanden auf die Gewaltenteilung, den Dualismus zwischen König und Volksrepräsentation, die Liberalen und Sozialdemokraten verwiesen auf die Volkssouveränität und die Einheit von Regierung und Parlament.
In den 1860ern erlangten die oppositionellen Kräfte um Johan Sverdrup die Mehrheit im Parlament. Gemeinsam mit Søren Jaabæk, dem Führer der landwirtschaftlichen Opposition, erreichte er, dass das Storting fortan jedes Jahr tagte. Zuvor kamen die Delegierten nur jedes dritte Jahr zusammen. Durch den Beschluss stieg der politische Einfluss des Stortings und die königliche Regierung wurde geschwächt, da ihre Mitglieder in der Folge wenig Möglichkeiten hatten, auf die Arbeit des Parlaments einzuwirken. Der König hatte auch nicht mehr die freie Wahl seiner Regierungsmitglieder.
1884 gab sich der schwedische König geschlagen und der Parlamentarismus setzte sich in Norwegen durch. Somit musste eine Regierung nun nicht mehr die Unterstützung des Königs haben, sondern des Stortings. Im gleichen Jahr bildeten sich in Kreisen der Konservativen und der Liberalen erste Parteien. Die Arbeiterpartei wurde erst 1887 gegründet und erreichte erst 1903 den Einzug ins Parlament. 1905 wurde Norwegen durch ein Referendum endgültig von Schweden unabhängig.
In den ersten Jahren der Unabhängigkeit hatten die Liberalen durchgängig die Mehrheit im Storting. Die Bedeutung der Arbeiterpartei steigerte sich von Wahl zu Wahl. Seit der Stortingwahl 1912, bei der sie 26 % der Stimmen erhielt, war sie die zweitgrößte Partei der Nationalversammlung. Zwischen 1898 und 1913 wurde das allgemeine Wahlrecht für Männer und Frauen eingeführt. Mit dem Ende des Ersten Weltkriegs ging auch die Dominanz der Liberalen zu Ende; bis zum Beginn des Zweiten Weltkriegs konnte keine Partei eine Mehrheit im Storting erreichen. 1928 kam es unter Christopher Hornsrud zur ersten sozialdemokratischen Regierung in Norwegen, die jedoch nur 19 Tage hielt. Im Vorfeld des Zweiten Weltkriegs rückten Verteidigungsfragen ins Zentrum politischer Debatten. Die Sozialisten wehrten sich gegen eine Erhöhung des Verteidigungshaushalts und wurden dabei teilweise von den Liberalen unterstützt. Dennoch erfolgte die Bewilligung 1936 unter einer sozialdemokratischen Regierung mit Unterstützung der Bauernpartei. Bei Beginn des Krieges erklärte sich Norwegen wieder für neutral, wurde jedoch vom Deutschen Reich besetzt.

### Nach dem Zweiten Weltkrieg
Bei der ersten Wahl nach dem Zweiten Weltkrieg erreichte die Arbeiterpartei die meisten Stimmen. Damit begann ihre Dominanz im Storting, die bis zur Wahl 1969 anhielt. Ihr bestes Ergebnis erreichten die Sozialdemokraten 1957, als sie 48,5 % der Stimmen erhielten. In dieser Zeit waren die Wahlergebnisse aller Parteien relativ stabil; einzige markante Veränderung war, dass die kommunistische Partei, die NKP, aus dem Parlament ausschied. Das Ende der sozialdemokratischen Dominanz kam mit der Stortingwahl 1973, bei der die Partei mehr als zehn Prozent verlor. Grund für das schlechte Abschneiden der Arbeiterpartei war die Befürwortung eines EG-Beitritts, den die Mehrheit der Bevölkerung jedoch ablehnte. Dies zeigte ein Referendum aus dem Vorjahr, bei dem sich nur 46,5 % für einen Beitritt aussprachen.
Die Sozialdemokraten blieben zwar die stärkste Partei, doch an die Dominanz der Vorjahre konnten sie nicht mehr anknüpfen. Vor allem die konservativen Parteien profitierten vom Ende der Dominanz. Ab den 1980ern war eine Rechtswoge (høyrebølgen) zu verzeichnen. 1981 erreichte Høyre mit 31,7 % ihr bestes Ergebnis auf nationaler Ebene. Dies ging vor allem auf Kosten der Parteien der Mitte, also der Zentrumspartei und der Christlichen Volkspartei.
Um die Jahrtausendwende war eine weitere Zäsur im Wahlverhalten zu beobachten. Die Sozialdemokraten verloren weiterhin an Stimmen und erreichten 2001 mit 24,4 % ihr schlechtestes Ergebnis bei einer Stortingwahl. Zugewinne waren bei der Sozialistischen Linken, die vor allem vom schlechten Abschneiden der Sozialdemokraten profitierten, und der rechtspopulistischen Fortschrittspartei zu verzeichnen, was eine vorübergehende „Radikalisierung“ im Wahlverhalten bedeutete.

### Rot-rot-grüne Mehrheit 2005 bis 2013
Die Wahl am 12. September 2005 brachte eine Mehrheit für das Wahlbündnis von Sozialdemokraten, Linken und grüner Zentrumspartei. Der Sozialdemokrat Jens Stoltenberg wurde mit der Regierungsbildung beauftragt, nachdem er bereits von 2000 bis 2001 als Ministerpräsident fungierte. Eine weitere Gewinnerin der Wahl war Carl Ivar Hagens rechtspopulistische Fortschrittspartei. Sie erhielt rund 22 % der Stimmen und wurde somit zur stärksten Oppositionspartei. Für den bisherigen Ministerpräsidenten Kjell Magne Bondevik (KrF) und seine Mitte-rechts-Regierung hingegen gab es eine Wahlniederlage; seine Partei verlor die Hälfte ihrer Mandate. Zentrales Wahlkampfthema war die Verteilung der reichen Öleinnahmen. Ein Großteil der Einnahmen fließt in einen Ölfonds, der für kommende Generationen wirtschaftet und Sozialleistungen sichern soll. Stoltenbergs Arbeiterpartei wie auch Hagens Fortschrittspartei punkteten mit dem Versprechen, die Einnahmen aus der Ölförderung stärker für Bildung, Gesundheit und Pflege verwenden zu wollen. Bondeviks Verweis auf gute Wirtschaftsdaten konnten nicht den Wahlsieg bringen. Die Verbesserung der Sozialleistungen wurde schließlich mit Steuererhöhungen finanziert. 2009 wurde die Regierung Jens Stoltenberg II bestätigt.

### Machtwechsel 2013 und 2021
Mit der Wahl 2013 gewannen die Rechts- und Mitte-rechts-Parteien eine klare parlamentarische Mehrheit. Die von den Konservativen geführte Koalitionsregierung Solberg wurde am 16. Oktober 2013 ernannt. Zunächst handelte es sich bis zur Wahl 2017 um eine Minderheitsregierung aus Høyre und Fremskrittspartiet (FrP), die auf die Unterstützung der Kristelig Folkeparti (KrF) oder der Venstre angewiesen war. Bis 2017 hatte diese Koalition 77 von 169 Sitzen, mit den zwei Unterstützungs-Parteien verfügte die Regierung über 96 von 169 Sitzen. Nach den Parlamentswahlen im September 2017 trat die Venstrepartei der Regierung bei, es handelte sich jedoch erneut um eine Minderheitsregierung, die auf die KrF angewiesen war. Im November 2018 kam es zu einer internen Abstimmung in der KrF, in der entschieden werden sollte, ob die Partei ebenfalls der Regierung beitreten oder eine Zusammenarbeit mit den linken Parteien suchen sollte. Die Befürworter des Regierungsbeitritts konnten sich durchsetzen und ab Januar 2019 stand Ministerpräsidentin Erna Solberg erstmals einer Mehrheitsregierung vor. Im Januar 2020 jedoch trat die FrP aus der Koalition aus, nachdem es zum Streit über die Einreise einer dem sogenannten Islamischen Staat nahestehenden Frau kam.
Nach der Stortingswahl 2021 wurde Jonas Gahr Støre von der Arbeiderpartiet (Ap) am 14. Oktober 2021 Erna Solbergs Nachfolger. Mit der Regierung Støre bildete er gemeinsam mit der Senterpartiet (Sp) eine Minderheitsregierung. Die Sosialistisk Venstreparti (SV) war an den Sondierungsgesprächen für die Koalition beteiligt, entschied sich jedoch gegen eine Mitgliedschaft in der Regierung.